# 胡国定
胡国定（1923年4月4日—2011年9月21日），男，浙江鄞县人，中华人民共和国数学家、信息论学家。

## 生平

### 民国时期
出生于实业家庭，胡国定中学毕业后于1943年考取了上海交通大学物理系。受父亲的影响，并在当时上海地下党领导沙文汉等的直接引导下，从事革命活动。1945年，加入中国共产党，成为学生运动的领导人之一。1947年，他在上海交大物理系毕业。同年5月，因为护校运动爆发，胡国定被学生自治会推举担任赴京谈判代表，并决定继续罢课支持代表谈判斗争。尽管护校运动获得胜利，但也因此暴露身份，胡国定难以再在上海呆下去。
就在这时，经过交大朱公谨的介绍，胡国定认识了当时正在上海中央研究院数学所负责的陈省身，于是陈推荐他去清华大学工作。当时手续办妥，但由于有人向清华告密其有“赤色嫌疑”而未能成行。随后陈省身又把他推荐给天津南开大学吴大任，胡国定便于1947年9月来到南开大学数学系任教。中共地下党委任他担任天津市地下党交通站负责人，负责向解放区输送天津、上海和北京方面来的干部与爱国学生。

### 共和国时期
1949年平津战役结束后，解放军攻占天津，胡国定公开了自己中共党员的身份，在南开大学数学系教学，又兼任系级党政工作。1957年，他被公派往苏联莫斯科大学数学系进修，从事概率论和信息论两个方面的研究，同时还担任中国留苏学生党支部领导工作。1961年胡国定回国，继续在南开大学工作，开创中国信息论研究，担任数学系副系主任兼党总支副书记（当年系主任是曾鼎禾，总支书记是邓汉英）。从1961年至1966年，胡国定与邓汉英、王梓坤一起制定了数学系的教学、科研和培养计划；1962年晋升副教授，并且率先招收概率论信息论方向的研究生。
文化大革命爆发后，1966年，胡国定被作为修正主义教育路线的执行者而受到批判，受到冲击和迫害。1973年，胡国定任南开大学数学系副系主任。1977年南开大学成立了新领导班子，胡国定为校级六人领导小组成员之一。
1978年之后，胡国定在南开大学担任校级领导职务。1979年10月出任任副校长、党委副书记；同年晋升教授，之后兼任南开大学研究生院院长（1980年至1988年）等，主管理科方向的教学科研工作，同时兼任天津市数学学会理事长、中国数学学会副理事长。1986年至1990年，担任天津市科协主席；同时兼任国家自然科学基金委员会副主任，组建天元基金。1985年，经国务院特批，由陈省身任南开数学所所长，胡国定担任副所长主持日常工作。1993年陈省身退居二线，胡国定担任第二任所长，培养出陈永川、张伟平等人。
2011年9月21日，在天津逝世，享年88岁。2013年，南开大学召开胡国定先生诞辰90周年纪念大会。

## 家庭
胡国定的父亲胡咏骐毕业于上海沪江大学，后留学美国哥伦比亚大学攻渎人寿保险，回国后在上海创办宁绍人寿保险公司，并被推举为上海保险同业公会主席。1919年，胡泳骐被秘密地吸收为中共地下党员，但不幸于1940年逝世，临终前要求家人将保险公司财产全部捐给抗日事业。
胡国定有一兄一姐。1981年，其姐因心脏病去世，胡国定事母孝顺，一直瞒着母亲关于姐姐丧讯。胡国定母亲去世前坚持死后与其父亲合葬，但去世后因上海市民政局并未答复；情急之下胡国定向其大学师弟江泽民求助，很快得到了解决。